# طبقه‌بندی غول‌های گازی سودارسکی
طبقه‌بندی غول‌های گازی سودارسکی (انگلیسی: Sudarsky's gas giant classification) به منظور پیش‌بینی ظاهر این غول‌ها از دیدگاه یک ناظر بیرونی بر پایهٔ دمای آنها، توسط دیوید سودارسکی و همکاران او در مقالهٔ Albedo and Reflection "Spectra of Extrasolar Giant Planets" و سپس در «طیف‌های نظری و اتمسفر سیاره‌های غول‌پیکر فراخورشیدی» بسط داده شده‌است. پیش از انجام هرگونه رصد موفقیت‌آمیز مستقیم یا غیرمستقیم جو سیاره فراخورشیدی منتشر شد. این یک سیستم طبقه‌بندی گسترده‌است که هدف آن نظم بخشیدن به گونه‌های احتمالاً غنی (گوناگون) جو غول گازی فراخورشیدی است.
غول‌های گازی با توجه به ویژگی‌های جوی فیزیکی مدل‌سازی‌شده‌شان به پنج کلاس (با اعداد رومی شماره‌گذاری شده‌اند) تقسیم می‌شوند. در منظومه شمسی، فقط مشتری و زحل در طبقه‌بندی سودارسکی قرار دارند و هر دو از کلاس I هستند. غول‌هایی مانند اورانوس (۱۴ جرم زمین) و نپتون (۱۷ جرم زمین) و دیگر سیاره‌های زمین‌سان که گازی نیستند را این طبقه‌بندی شامل نمی‌شود.

## زمینه
ظاهر سیاره‌های فراخورشیدی به دلیل دشواری در انجام مشاهدات مستقیم تا حد زیادی ناشناخته مانده‌اند. بعلاوه، همگونی با سیاره‌های منظومه شمسی تنها می‌تواند برای تعداد کمی از سیاره‌های فراخورشیدی شناخته شده اعمال شود؛ زیرا اکثر آنها کاملاً شبیه هیچ‌یک از سیاره‌های ما نیستند، به عنوان مثال، مشتری داغ.
اجرامی که از برابر ستاره خود عبور می‌کنند (از دیدگاه ما) را می‌توان به صورت کروماتوگرافی نقشه‌برداری کرد، به عنوان مثال اچ‌دی ۱۸۹۷۳۳بی. آن سیاره سپس نشان داده شده که آبی با سپیدایی بزرگتر (روشنتر) از ۰٫۱۴ است. بیشتر سیاره‌هایی که به این صورت نقشه‌برداری شده‌اند، «مشتری داغ» بزرگ و در مداری نزدیک به ستارهٔ خود قرار داشته‌اند.
حدس و گمان در مورد نماهای ظاهری سیاره‌های فراخورشیدیِ دیده‌نشده در حال حاضر، بر مدل‌های محاسباتی جوّ احتمالی چنین سیاره‌ای تکیه دارد، به عنوان مثال اینکه چگونه مشخصات دما-فشار اتمسفر و ترکیب آن به درجات مختلف تابش واکنش نشان می‌دهد.